# Alphonse Michon-Dumarais
Pour les articles homonymes, voir Michon et Dumarais.
Alphonse Michon-Dumarais (de son nom de naissance Alphonse Jules François Michon du Marais), né le 5 avril 1784 à Roanne (Loire) et mort le 8 mars 1870 dans la même ville, est un militaire et homme politique français.

## Biographie
Alphonse Michon-Dumarais est le fils de Jean-François Michon-Dumarais, homme politique et de Marie-Anne de Launay.
Il fut élève à l'École polytechnique (X1802), il en sort en 1804 dans l'artillerie et passe ensuite par l'École d'application de Metz. Il fait les campagnes du Premier Empire comme lieutenant puis capitaine à partir de 1810. Il est fait chevalier de la Légion d'honneur en septembre 1814 et chevalier de la croix de Saint-Louis en janvier 1819. Mis en non-activité sans solde en 1820, il est rappelé lors de la campagne d'Espagne, passe chef de bataillon en 1824, chef d'escadron en 1830 et enfin lieutenant-colonel et sous-directeur de l'artillerie de Grenoble en 1840. Il cesse son activité en avril 1844, est promu officier de la Légion d'honneur et se retire sur ses terres de Saint-Germain-Lespinasse. Il entre en politique en 1852,.
Il fut élu député au Corps législatif, comme candidat officiel, dans la 2e circonscription de la Loire, le 29 février 1852, par 15,829 voix (18,167 votants, 35,910 inscrits), contre M. Michon de Vougy, 2,236.
Il s'associa au rétablissement de Second Empire, vota régulièrement avec la majorité dynastique, et obtint sa réélection, toujours avec l'appui du gouvernement, le 22 juin 1857, dans la 4e circonscription de la Loire (les collèges électoraux ayant été remaniés), par 17,628 voix sur 23,799 votants et 36,268 inscrits, contre le candidat de l'opposition, Charles Cherpin, qui en eut 6,097. Alphonse Michon-Dumarais ne se représenta pas aux élections de 1863.
Alphonse Michon-Dumarais fut aussi conseiller municipal de Roanne, conseiller général de la Loire et vice-président du conseil général de la Loire lors de sa carrière politique.
Il est fait baron héréditaire par lettres patentes le 12 juin 1869,.

## Mandats

### Mandats parlementaires
- 29 février 1852 - 27 novembre 1857 : Député de la Loire
- 21 juin 1857 - 4 novembre 1863 : Député de la Loire

### Mandats locaux
- 1852 - 1858 : Conseiller général du canton de Roanne
- 1855 - 1861 : Conseiller général du canton de la Pacaudière

## Décorations

### Décorations officielles
- Chevalier de la Légion d'honneur
- Officier de la Légion d'honneur
- Chevalier de Saint-Louis

## Sources
- « Alphonse Michon-Dumarais », dans Adolphe Robert et Gaston Cougny, Dictionnaire des parlementaires français, Edgar Bourloton, 1889-1891 [détail de l’édition]